# 斯特凡·罗维茨基

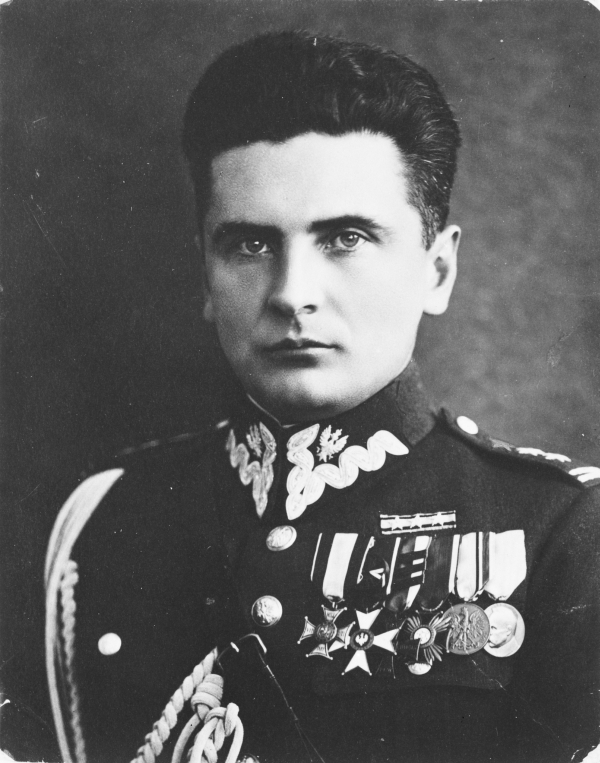
斯特凡·罗维茨基

斯特凡·罗维茨基（Stefan Paweł Rowecki，1895年12月25日—1944年8月2日）是一位波军将领、记者、波蘭家鄉軍领袖。1943年6月30日，罗维茨基在华沙被盖世太保逮捕。他最终被海因里希·希姆莱下令杀害。